# Thorpe in Balne
Thorpe in Balne – wieś w Anglii, w hrabstwie ceremonialnym South Yorkshire, w dystrykcie metropolitalnym Doncaster. Leży 34 km na północny wschód od miasta Sheffield i 241 km na północ od Londynu.